# جيمس مانشيني
جيمس مانشيني هو مصارع هاوي كندي، ولد في 24 سبتمبر 1984 في مونتريال في كندا.

## روابط خارجية
- جيمس مانشيني على موقع قاعدة بيانات المصارعة الدولية (الإنجليزية)
- جيمس مانشيني على موقع اتحاد ألعاب الكومنولث (مؤرشف) (الإنجليزية)